# Wim Jonker
Willem (Wim) Jonker (Weesperkarspel 27 november 1920 – Haarlem, 15 december 1993) was een Nederlandse beeldhouwer.

## Leven en werk
Jonker volgde een opleiding aan de Rijksakademie van beeldende kunsten in Amsterdam, waar hij les had van onder anderen Piet Esser. Hij werkte als beeldhouwer figuratief. Een van zijn werken is het zeven en een halve kilo zware beeld voor de Ard Schenk Award, die sinds 1990 door de KNSB wordt uitgereikt aan de 'Schaats(st)er van het Jaar'. Hij gebruikte voor zijn ontwerp een actiefoto van Ard Schenk.
Jonker was in 1957 oprichter van Boetseergroep De Orchidee in Haarlem. Hij was ook lid van Kunst Zij Ons Doel, de Haarlemse beroepsvereniging van beeldende kunstenaars.

## Enkele werken
- Promenade (1977), Hoornespassage in Katwijk. Een kleiner exemplaar staat in het Katwijks Museum.
- Monument Godfried Bomans (1982), Wijngaardtuin, Haarlem. Oorspronkelijk opgesteld in het Restaurant Brinkmann aan de Grote Markt, in 1988 verplaatst naar de Wijngaardtuin (tussen de Morinnesteeg en de Jansstraat).
- Troonwisseling[2] (1984), Beatrixplein in Bennebroek.
- De Roos[3] (1986), hoek De Jong Schouwenburglaan/Jaap Buijshof in Aerdenhout.
- Kinderspelen, muurmozaïek van geglazuurd baksteen, Van Lierestraat (bij basisscholen) in Katwijk (afgebroken in 2022)
- De jaargetijden, muurmozaïek van geglazuurd baksteen, Rijnmond (bij het Koning Willem-Alexandergemaal)
- De Onsterfelijkheid-De Vlinder (1994), tuin van Psychiatrisch centrum Vogelenzang, Bennebroek

## Galerij

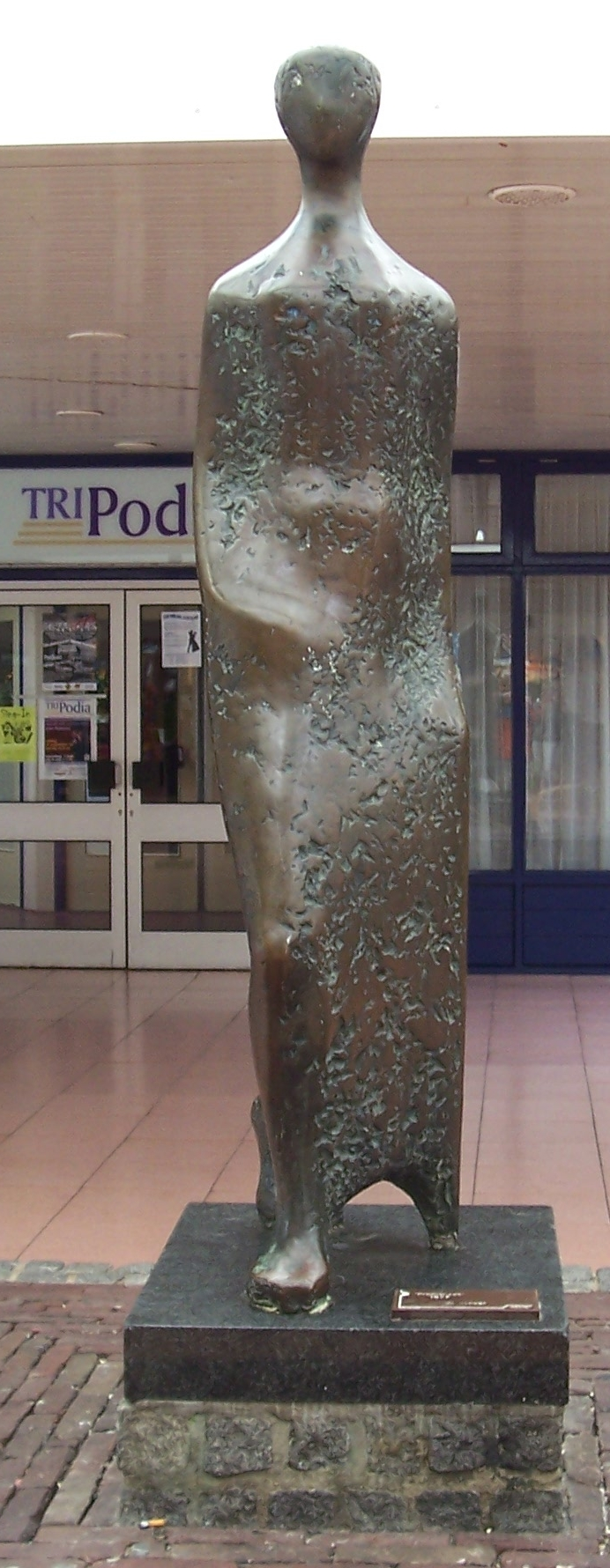
Promenade Katwijk, Hoornespassage
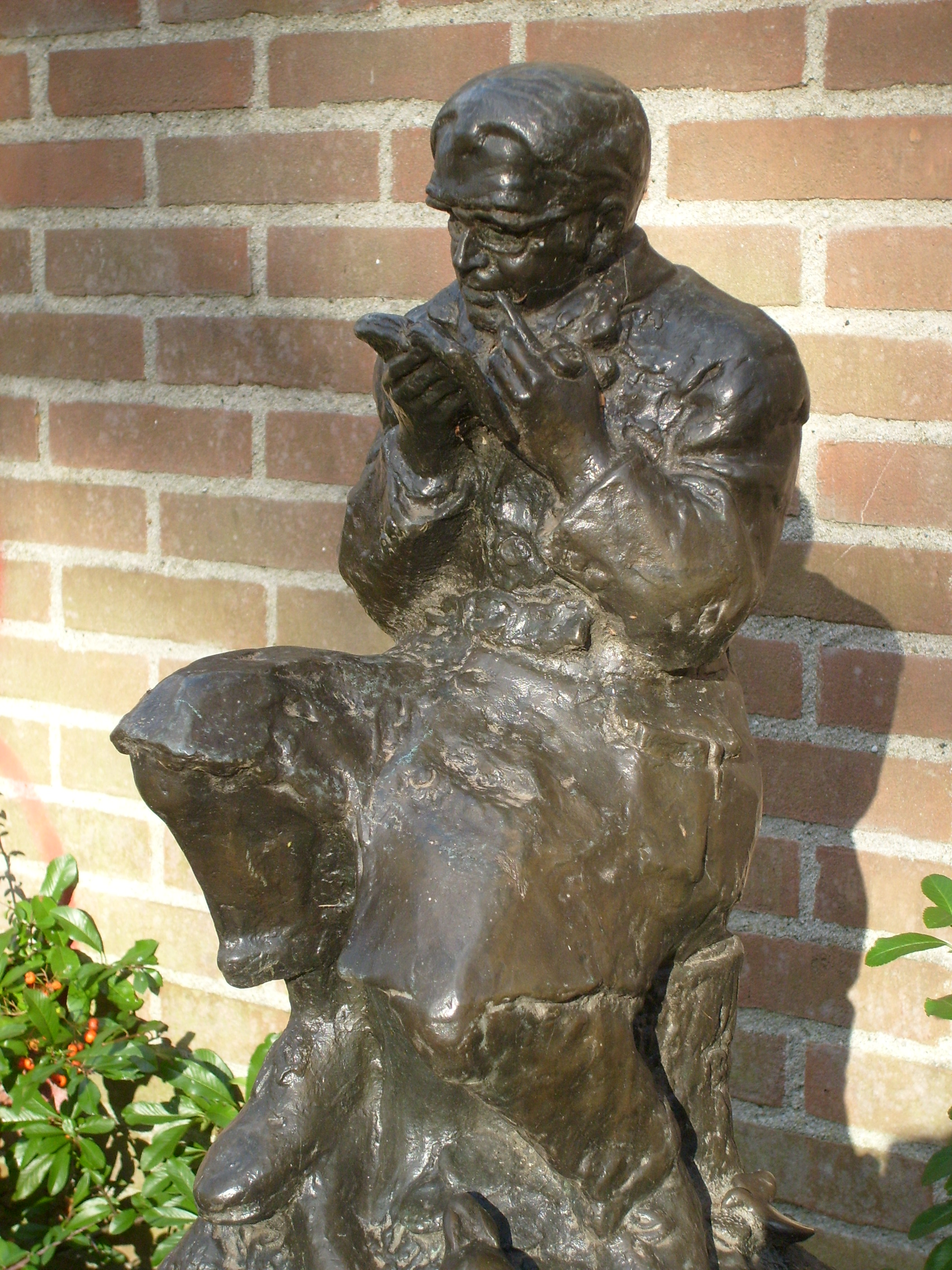
Godfried Bomans, Haarlem (1982)
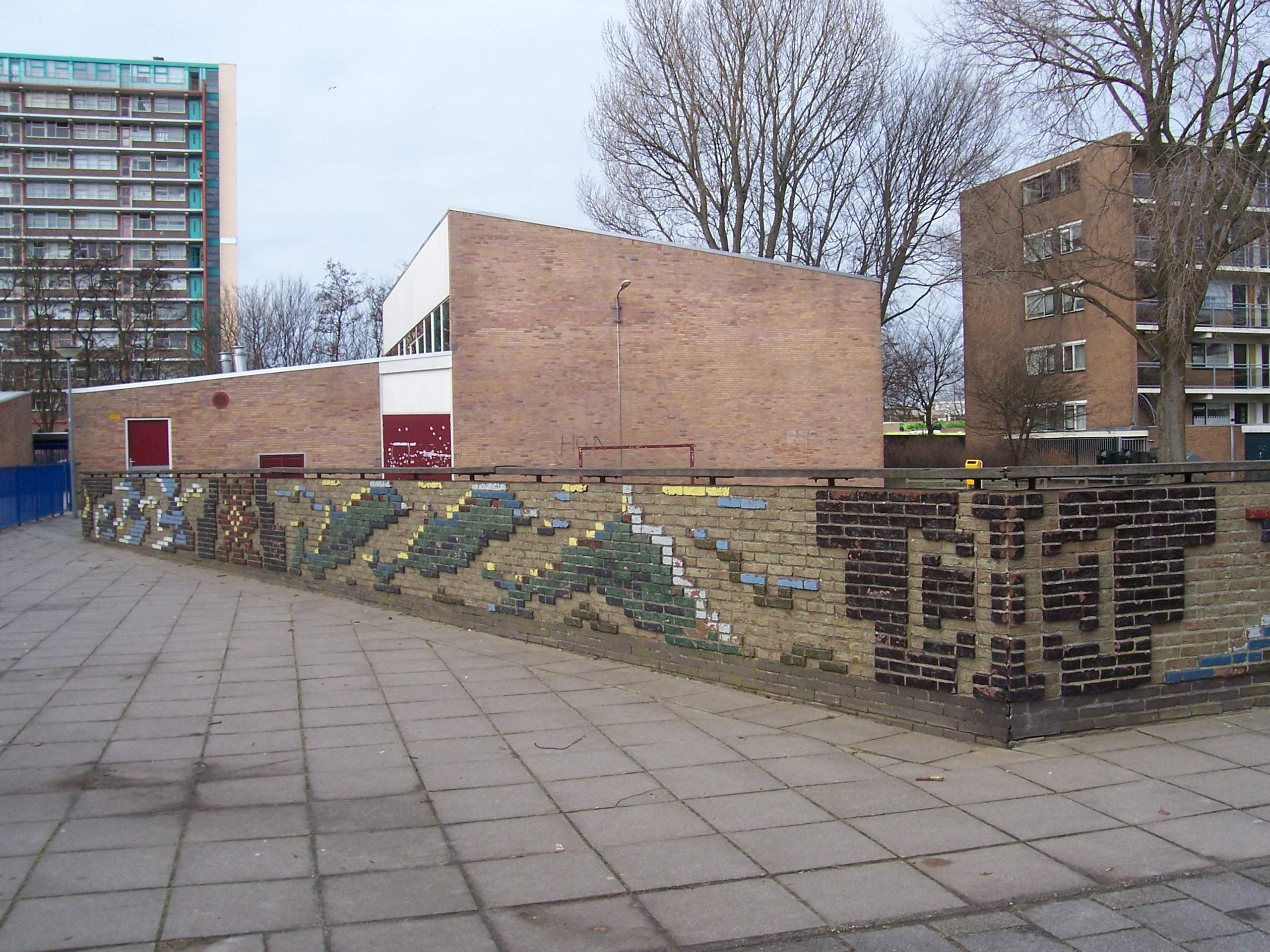
Voormalig muurmozaïek, moest verdwijnen voor nieuwe school
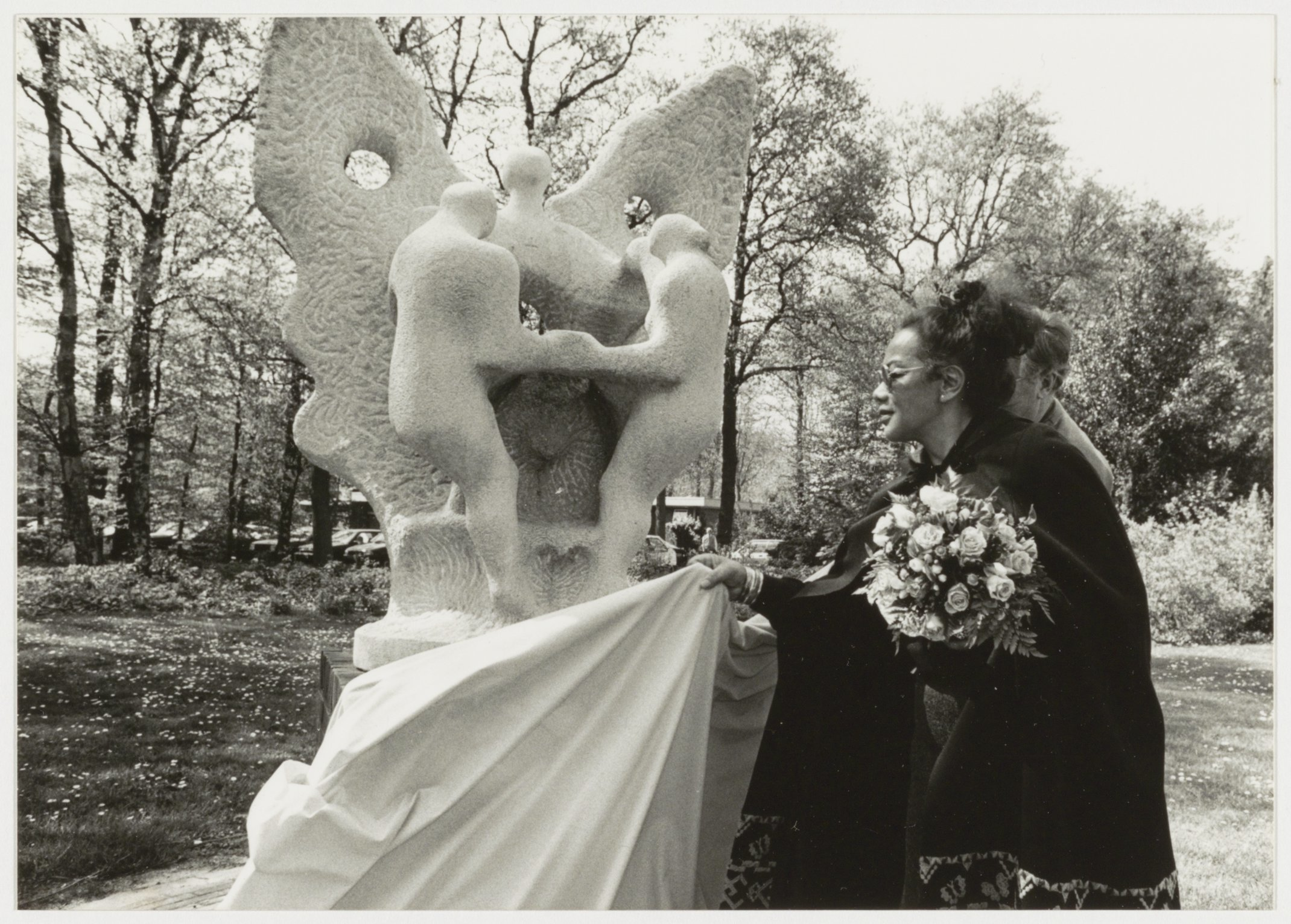
Weduwe Meriam Jonker onthult De Onsterfelijkheid-De Vlinder
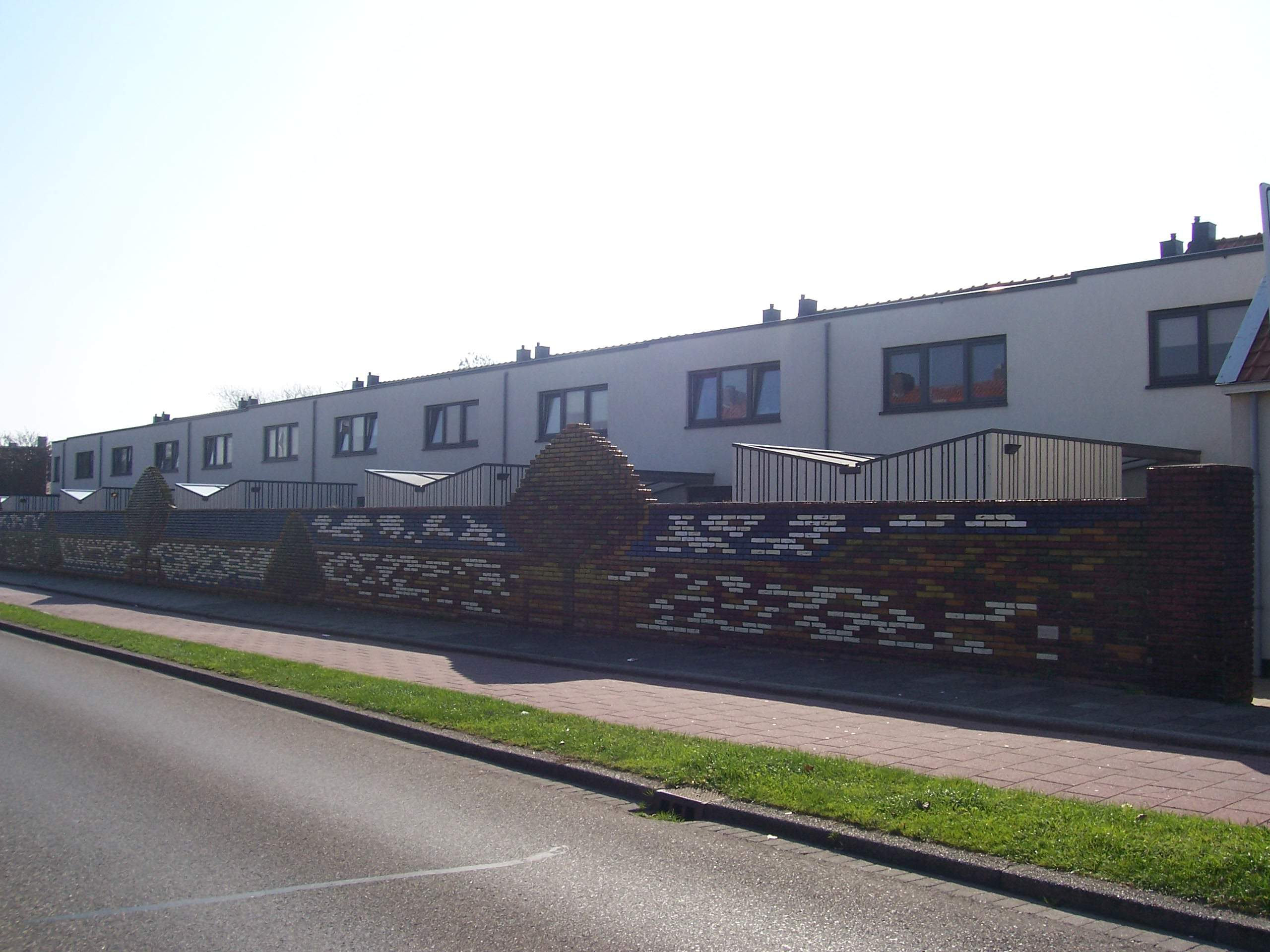
Muurmozaïek bij Rooie buurt, aan de Industrieweg, Katwijk
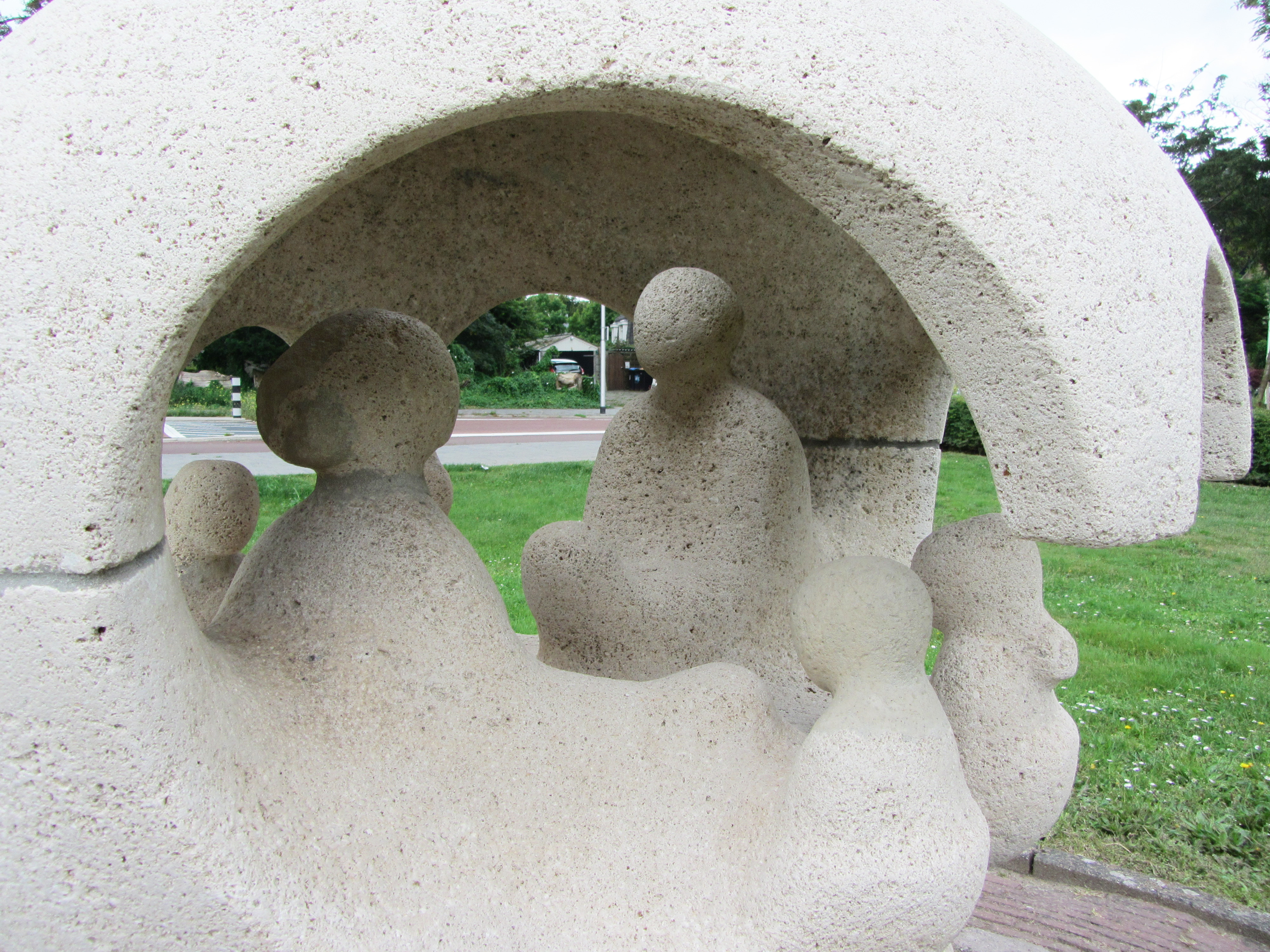
Het Gezin, Driehuis (Velzen)

- Biografisch Portaal: 87897665
- International Standard Name Identifier: 0000 0003 9010 3662
- Nederlandse Thesaurus van Auteursnamen: 091981999
- RKD-Nederlands Instituut voor Kunstgeschiedenis: 42807
- Virtual International Authority File: 283652882
- WorldCat: E39PBJgX9bhgrc4dHBKrYy4THC